# سعيد أباد (لنجان)
سعيد أباد هي قرية في مقاطعة لنجان، إيران. يقدر عدد سكانها بـ 299 نسمة بحسب إحصاء 2016.